# HR 683
HR 683(HD 14412)은 화로자리에 있는 황색 왜성이다. 분광형은 G8이며, 헨리 드레이퍼 목록에 의할 경우 HD 14412로 읽는다. HR 683의 거리는 지구에서 약 41광년이며, 스펙트럼 연구에 의하면 태양보다 근소하게 어둡고 질량이 작으며 반지름도 작다. 이 별의 광구 온도는 5,368 ± 24켈빈으로 측정되었다.